# Chemin de fer électrique d'Ostende-Blankenberghe et ses extensions
Le Chemin de Fer électrique d'Ostende-Blankenberghe et ses extensions (CFOBE) est une société anonyme belge qui a, de 1905 à 1927, construit puis exploité pour le compte de la Société nationale des chemins de fer vicinaux (SNCV) un tramway électrique à voie métrique, situé sur le littoral dans la province de Flandre-Occidentale.

## Histoire
La société a été créée à Bruxelles le 22 juin 1905,  par maitre Van Halteren. Ses statuts sont publiés le 4 juillet 1905 (acte 3733). Elle fait partie des nombreuses sociétés de tramways  du Baron  Édouard Louis Joseph Empain 

titre
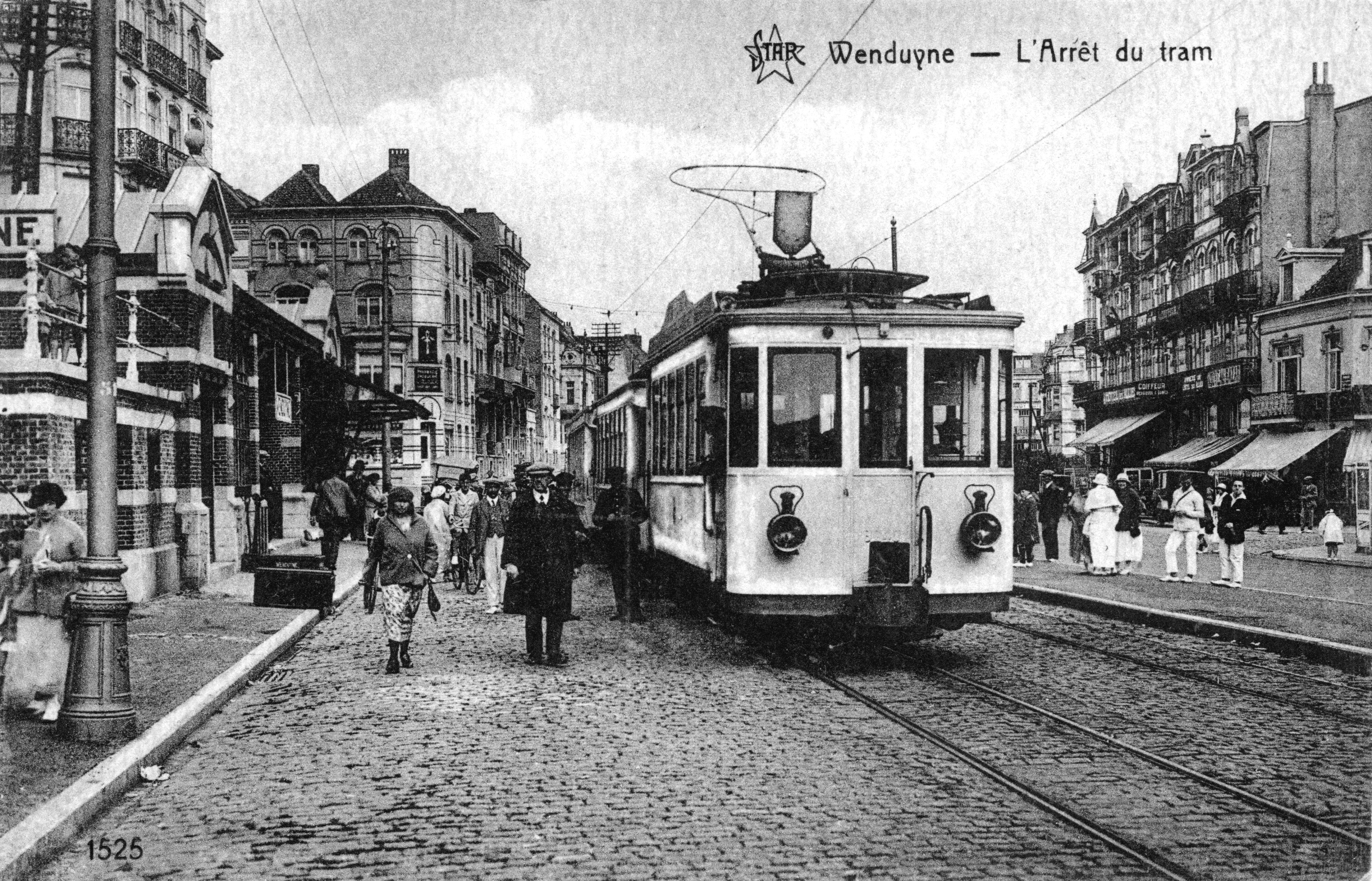
À Wenduine.
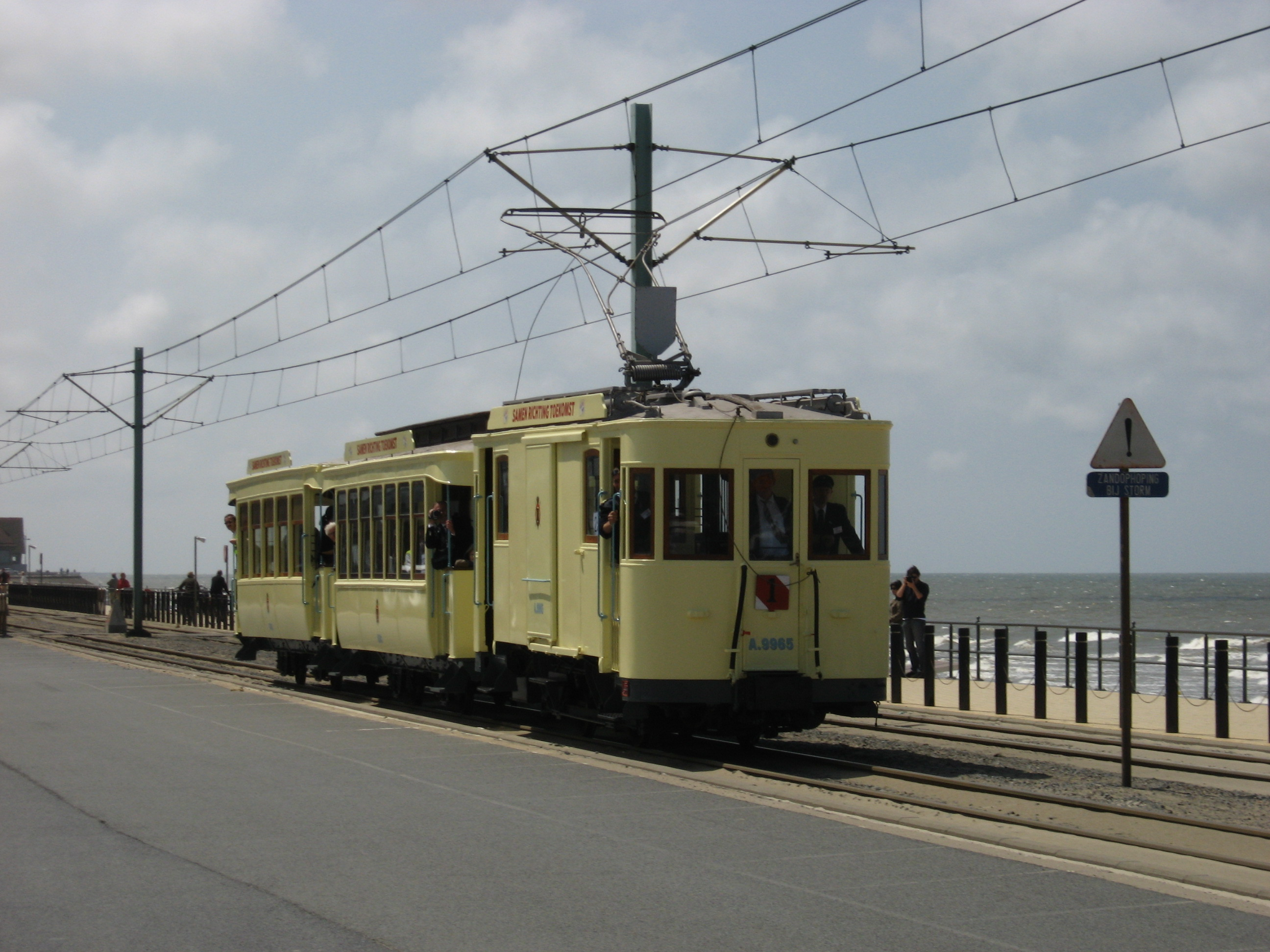
Tramway préservé.

Le 22 avril 1927, la Société anonyme du Chemin de Fer électrique d'Ostende-Blankenberghe et ses extensions disparait, remplacée par la  Société pour l'Exploitation des Lignes Vicinales d'Ostende et des Plages Belges (S.E.L.V.O.P.), intégrée au groupe Electrorail propriété de la famille Empain.

## Lignes
- Ostende - Bredene-Bad - Le Coq (De Haan): ouverture le 9 juillet 1905, en traction électrique
- Le Coq (De Haan) - Blankenberge - Heist:

Le Coq (De Haan)  - Blankenberge: ouverture le 8 août 1886, ( traction vapeur ) puis en 1909, en traction électrique
Blankenberge - Heist: ouverture le 7 octobre 1908, ( traction vapeur ) puis le 1er juillet 1911, en traction électrique
La compagnie reprend le réseau  de la Compagnie des tramways électriques d'Ostende - Littoral  et exploite plusieurs lignes  affermées initialement à la compagnie des Railways économiques de Liège-Seraing et extensions par la  Société nationale des chemins de fer vicinaux  (SNCV).